# Хенцини (Мазовецьке воєводство)
Хенцини (пол. Chęciny) — село в Польщі, у гміні Ґужно Ґарволінського повіту Мазовецького воєводства.
Населення — 386 осіб (2011).
У 1975-1998 роках село належало до Седлецького воєводства.

## Демографія
Демографічна структура станом на 31 березня 2011 року:
|          | Загалом | Допрацездатний вік | Працездатний вік | Постпрацездатний вік |
| -------- | ------- | ------------------ | ---------------- | -------------------- |
| Чоловіки | 188     | 52                 | 115              | 21                   |
| Жінки    | 198     | 45                 | 104              | 49                   |
| Разом    | 386     | 97                 | 219              | 70                   |